# Замок Майра
Замок Майра (англ. Myra Castle) — один із замків Ірландії, розташований в графстві Даун, Північна Ірландія, біля міста Даунпатрік. Маєток навколо замку Майра має площу 423 акра землі.

## Історія замку Майра
Замок Майра був побудований у 1844 році в стилі «під давнину» — у замку є низка псевдо-середньовічних деталей. Замок побудував Ровланд Крайг-Лаврі. Замок має високу чотириповерхову вежу з входом та сходами, на іншій стороні є кругла вежа. Замок має зубці і прямокутні вікна. Замок був побудований на південь від замку Велшстоун. Історик Льюїс стверджує, що замок Майра був побудований на основі більш давнього замку, що стояв на цьому місці і був побудований Джоном де Курсі — норманським феодалом, що захопив ці землі внаслідок англо-норманського завоювання Ірландії. Цей же історик Льюїс писав, що цими землями і замками володіли предки капітана Ричарда Андерсона з часів правління короля Англії Карла І у XVII столітті. Ричард Андерсон був тестем будівника нинішнього замку Майра Ровланда Крайг-Лаврі.
Ровланд Крайг-Лаврі (1810—1896) володів Червоним замком, замком Керкубрі та замком Майра — всі в графстві Даун. Він одружився в 1843 році з Джейн Андерсон — єдиною дитиною і спадкоємицею Річарда Форстера Андерсона, що жив в замку Велшстоун. Ровланд Крайг-Лаврі був старшим сином Джона Крайга (пом. 1837), був внуком Ровланда Крайга та його дружини Маргарет Бігам, що була внучатою племінницею Волтера Лаврі — володаря Червоного замку. Ровланд Крайг-Лаврі мав одного молодшого брата — Джона, що був полковником Британської армії, командував стрілецьким ополченням графства Даун. Ричард Форстер Андерсон довгий час жив в замку Велшстоун — замку, що 300 років був заселений власниками — один з 27 давніх замків Ірландії, що були заселені в ХІХ столітті.
Замок Майра стоїть на берегах озера Странгфорд-Лох і будувався як особняк для житла. Навколо замку був розбитий парк. Замок не позначений на картах 1834 року видання, але позначений на картах 1859 року видання. На цій карті також позначений довгий пірс, що тягнеться в озеро Странгфорд-Лох. Сучасний причал було побудовано на основі споруди 1859 року. Господар замку стверджує, що пірс був побудований невдало і не виконував належним чином своєї функції.
Замок становить естетичну цінність і вдало створює романтичний пейзаж на берегах озера Странгфорд-Лох. Поруч розташований старовинний замок Велшстоун — замок XVI століття, біля якого зберігся старовинний парк XVIII століття, хоча більша частина дерев цього парку була пізніше замінена.
Газони навколо замку Майра були створені у 1840-х роках для окраси новозбудованого замку. Ландшафт оформлювався з врахуванням традицій, була штучна водойма, літній будинок (нині закинутий). Огороджений сад на східній стороні замку Велшстоун має струмок, ставок, будинок садівника. Збереглися давні стайні, каретний будинок, ферма. До будинку примикає корінчаста готична вежа в стилі Тюдорів.